# Жанна I (графиня Оверни)
Жанна I (фр. Jeanne I. d’Auvergne; 8 мая 1326 — 29 сентября 1360) — графиня Оверни и Булони с 1332 года. Королева Франции (жена короля Иоанна II). Дочь Гильома XII Оверньского и Маргариты д’Эврё.

## Биография
Жанна I наследовала отцу в 1332 году. 26 сентября 1338 года вышла замуж за Филиппа Бургундского — сына герцога Эда IV. Филипп принял титул графа Оверни и Булони. В 1346 году он погиб в результате несчастного случая при осаде Эгильона. У них было трое детей:
- Жанна (1344—1360)
- Маргарита, умерла в детском возрасте
- Филипп I Руврский (1346—1361), герцог Бургундии.

После смерти свёкра в 1350 году Жанна стала регентом Бургундии, герцогом которой был её 4-летний сын. 19 февраля 1350 года она вышла замуж за Жана Валуа, наследника французского престола, который в том же году стал королём. Их трое детей умерли в младенчестве.

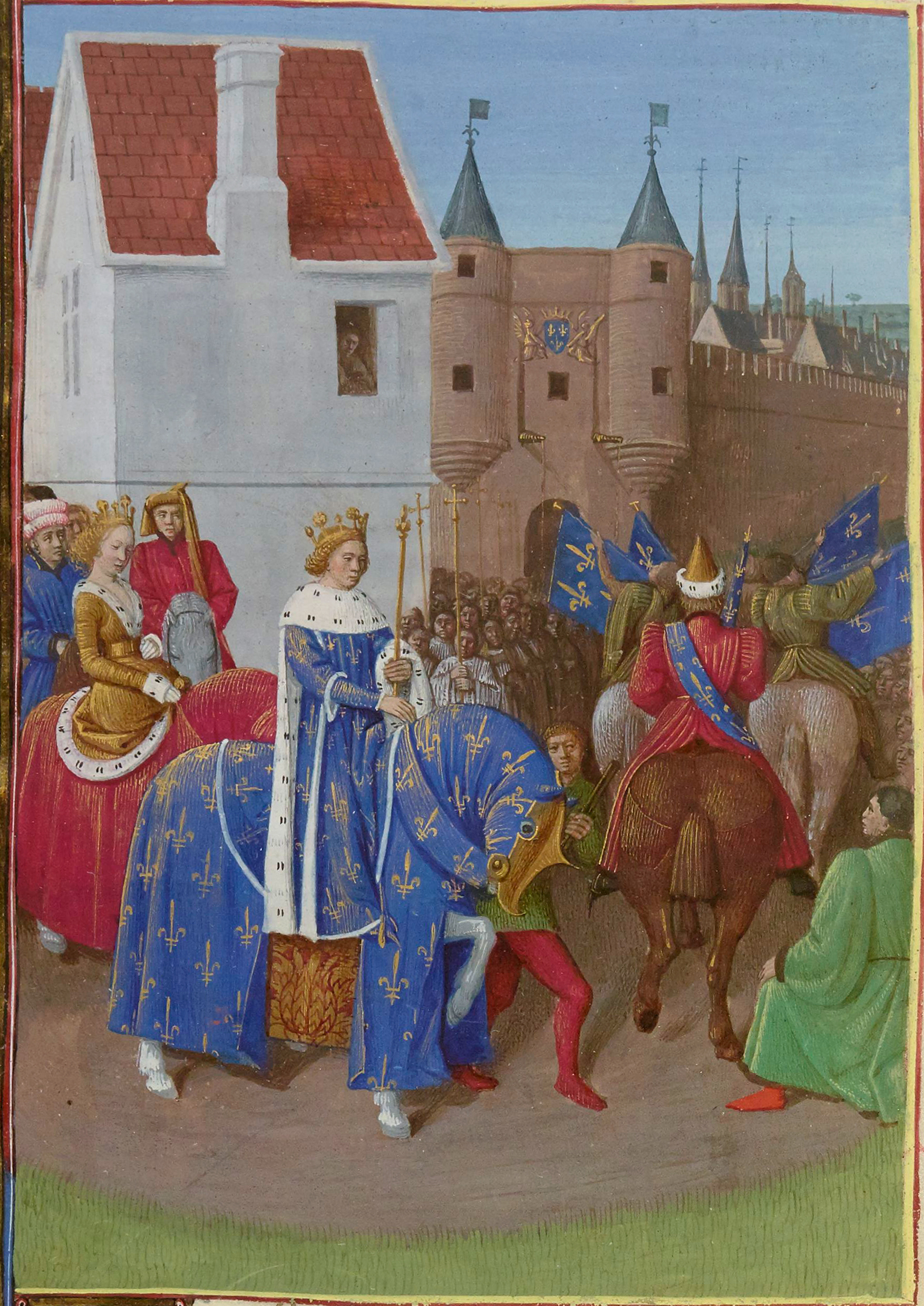
Жанна I д’Овернь на миниатюре из Большой хроники Франции

19 сентября 1356 года король Иоанн II попал в плен к англичанам, из которого освободился только в 1360 году по условиям мира в Бретиньи. Жанна умерла в сентябре того же года. Булонь и Овернь наследовал её сын Филипп Бургундский. Вскоре он пал жертвой чумы. Его графские владения перешли к Жану I — дяде Жанны I.